# Das fidele Gefängnis
Pour plus de détails, voir Fiche technique et Distribution.
Das fidele Gefängnis est un film allemand réalisé par Ernst Lubitsch, sorti en 1917.

## Synopsis
Une épousé délaissée par son mari se déguise afin d’attirer son attention dans une position compromettante.

## Fiche technique
- Titre : Das fidele Gefängnis
- Réalisation : Ernst Lubitsch
- Scénario : Ernst Lubitsch et Hanns Kräly d'après l'opérette Die Fledermaus (La Chauve-souris) de Johann Strauss II
- Photographie : Theodor Sparkuhl
- Pays d'origine : Empire allemand
- Format : Noir et blanc - 1,33:1 - Film muet
- Genre : comédie
- Durée : 48 minutes
- Date de sortie : 1917

## Distribution
- Harry Liedtke : Alex von Reizenstein
- Emil Jannings : Quabbe - der Gaoler
- Erich Schönfelder : Egon Storch
- Käthe Dorsch : Mizi
- Kitty Dewall : Alice von Reizenstein
- Agda Nilsson : Mizi - die Magd
- Paul Biensfeldt
- Ernst Lubitsch